# 塔布克狙擊型步槍
塔布克狙擊型步槍（英語：Tabuk Sniper Rifle；命名為狙擊型是由於塔布克還有標準自动步枪型及短突擊型；以下簡稱「塔布克狙擊型」）是一款由伊拉克阿爾-奎迪沙瓦武器公司以扎斯塔瓦M70（前苏联AKM的南斯拉夫彷製衍生型）為藍本修改而成的半自动狙击步枪（精確射手步槍）。塔布克步槍與伊拉克製造的所有AKM和SVD衍生型一樣是在萨达姆·侯赛因擔任伊拉克總統時，從南斯拉夫扎斯塔瓦武器公司購入設備以後，由阿爾-奎迪沙瓦武器公司作本土生產。發射7.62×39毫米蘇聯口徑中間型威力步枪子彈，亦是現代少數地使用這中間型威力步槍子彈的狙擊步槍（與精確射手步槍）。

## 歷史背景
南斯拉夫扎斯塔瓦武器公司最初只是通過生產扎斯塔瓦M70（AKM的衍生型，與原型有著一部份細微差別）的經驗，研製出這款有別於扎斯塔瓦M76的狙擊步槍。M70系列當中的所有步槍都被認為採用與傳統型RPK相同的機匣，也就是機匣是由一塊較厚、受壓能力有所提高的金屬片所製成，並製成更大、但相對地也較為沉重的槍耳樞軸。雖然這確實地導致重量增加，但它對耐用性有正面的貢獻，這就是作出這樣子的修改的原因。而RPK的南斯拉夫版本扎斯塔瓦M72是M70系列當中的延長槍管型號，也是塔布克狙擊型能形成武器的依據。
伊拉克塔布克狙擊型的槍管長度為600毫米（23.62英吋），這比南斯拉夫扎斯塔瓦M72的槍管稍長但更薄，但要比傳統的AKM或M70的415毫米（16.34英吋）要長得多。塔布克亦與M72一樣，在槍口具有俄羅斯典型的14×1毫米左旋樣式螺紋格局以裝上槍口附件；這意味著它可在槍口裝上由蘇聯設計及生產的消焰器、制動器和消聲器的各種變化型號。

## 設計細節

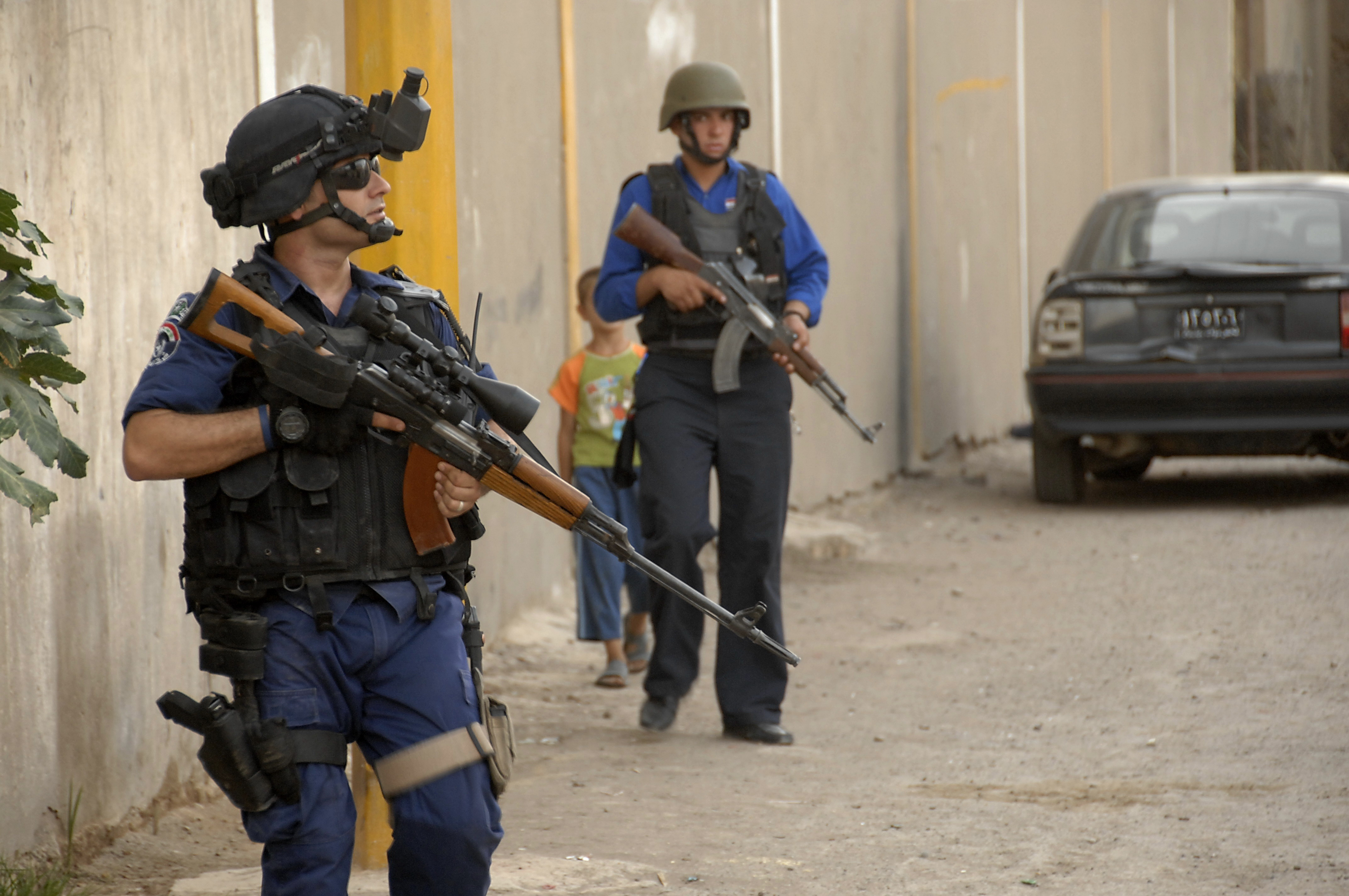
在巴格达Ha'Teen區，裝備了一支塔布克狙擊步槍伊拉克警員。

塔布克狙擊型和南斯拉夫的扎斯塔瓦M72之間的差異很少；其狙擊型的半自動機構在視覺上並不明顯，但也許是最重要的特徵。這一大特徵決定了該步槍作為一款精確射擊用途武器，而非用於壓制射擊的武器。這對該槍而言也是很重要的事項，因為它可以防止訓練不足的人員將準備用於精確打擊的步槍槍管反過來的進行全自動射擊，結果縮短了該步槍的使用壽命。
一個更明顯的區別，在於塔布克狙擊型的槍管節套的重量更為輕便。扎斯塔瓦M72的槍管以上靠近護木的後部具有多個鰭狀圈，比塔布克（或標準的AKM）要來得沉重得多。M72的槍管厚度有利於通過質量散熱和藉由表面積冷卻。由於全自動射擊的選項已經從快慢機以上移除了（而且它採用的並非東方集團典型的遠程精確步槍以上為了準確性而裝上的重槍管），塔布克狙擊型與SVD和PSL一樣，槍管相對較為輕便。
塔布克狙擊型與其他一些方面亦與扎斯塔瓦M72有所不同。它的機匣左側裝有一條用以安裝光学瞄準系統的華沙條約導軌，雖然這導軌在東方集團武器上並非不尋常的附件；除此以外，它還裝有附帶托腮板的鏤空骨架型槍托。而第三個區別，也許是識別出槍型是塔布克狙擊型時最重要的（雖然並無確定性的）視覺提示，在於很明顯地移除了兩腳架。M72扣在槍管下方的兩腳架並不能從M72以上拆卸下來（儘管有時會被不守紀律的部隊拆卸掉），亦因其連接位置而在遠處也很明顯。它從塔布克狙擊型的設計上移除掉，可能是用以提高機械精度和減輕重量，儘管它如被保留了下來可能會為長距離射擊增加了有用處的穩定性（實際準確性）。
由於它在本質上是一枝經高精度化和裝上光學瞄準鏡的扎斯塔瓦M72，塔布克狙擊型採用了與M72相同的7.62×39毫米蘇聯口徑。這樣的好處在於它可讓塔布克採用與AKM相同的彈匣，而且AKM彈匣的造工精良，數量龐大，而且即使丟失了也易於找來替換。
但亦由於塔布克狙擊型發射的是7.62×39毫米蘇聯口徑M43步枪子彈，它從技術上無法被用作狙擊步槍（按西方標準）。其最大有效射程只有600公尺（基於彈道），因而令塔布克被視為精確射手步槍。
如果塔布克狙擊型能在其規定的射程以內精確地使用，其每一發都能發揮出與SVD或PSL相若的效果。只是由於其最大有效射程受其穩定的彈道和低初速彈藥相乘影響，它的致命率明顯低於初速較高的相對彈種，因此它的射程比7.62×54毫米俄羅斯口徑的SVD要短。塔布克在視覺上類似於RPK，這可能為了使識別敵方狙擊手更加困難。同地樣，它的聲學特徵類似於AKM。

## 槍名由來
伊拉克軍隊選擇這個名字是為了讚揚塔布克之戰，630年阿拉伯-拜占庭战争時穆罕默德領導的軍隊的勝利。

## 使用國
- 伊拉克：1978年以來的主要生產和使用國。

## 流行文化

### 电影
- 2014年—《美國狙擊手》：收藏在武器洞穴中。

### 電子遊戲
- 2016年—《少女前線》：2020年更新當中推出。

## 資料來源
1. ↑  Iraqi Sniper Rifles. Pmulcahy.com. Retrieved on 2012-12-26.
2. ↑  Tabuk 7.62 mm sniper rifle (Iraq) – Jane's Infantry Weapons. Articles.janes.com (2011-11-21). Retrieved on 2012-12-26.
3. ↑  Iraqi sniper rifle- Made in Iraq – (Tabuk).flv. YouTube (2010-06-24). Retrieved on 2012-12-26.
4. ↑  其他国家生产或仿制的AK. （页面存档备份，存于） Retrieved on February 3, 2008 （中文）
5. 1 2  Iraqi Al Qadissiya Tabuk Designated Marksman. （页面存档备份，存于） Retrieved on August 26, 2008.
6. ↑  Fusil de Francotirador Tabuk—Al-Qadissiya Tabuk Desginated Marksman （页面存档备份，存于） （阿拉伯文）
7. ↑  Tabuk 7.62 mm rifle (Iraq), SNIPER AND SPECIAL PURPOSE RIFLES. （页面存档备份，存于） Retrieved on August 26, 2008.
8. ↑  The Iraqi Tabuk. 的存檔，存档日期2008-01-19. Retrieved on February 3, 2008.

## 外部連結
- （英文）—Tabuk sniper rifle at Dragunov.net
- （简体中文）—D Boy Gun World（槍炮世界）—伊拉克仿制前南斯拉夫的仿制品 （页面存档备份，存于）